# Independence Bowl 2024
Match précédent Match suivant
L'Independence  Bowl 2024 est un match de football américain de niveau universitaire joué après la saison régulière de 2024, le 28 décembre 2024 au Independence Stadium situé à Shreveport dans l'État de Louisiane aux États-Unis. 
Il s'agit de la 48e édition de l'Independence Bowl.
Le match met en présence l'équipe des Bulldogs de Louisiana Tech issue de la Conference USA et l'équipe des Black Knights de l'Army issue de la American Athletic Conference.
Programmée vers 20 h 15 locales, la rencontre est retransmise à la télévision par ESPN.
Sponsorisé par la société Radiance Technologies , le match est officiellement dénommé le 2024 Radiance Technologies Independence  Bowl. 
L'Army remporte le match sur le score de 37 à 6. 

## Présentation du match
Comme annoncé le 8 décembre 2024, le match aurait dû opposer l'Army à Marshall. Marshall a cependant remoncer à participer au match à la suite d'un nombre trop important de joueurs s'étant inscrits sur le portail des transferts après le départ de leur entraîneur principal Charles Huff (en) vers Southern Miss. Louisiana Tech est alors sollicitée et accepte de remplacer Marshall.
Il s'agit de la 3e rencontre entre les deux équipes, les deux premières ayant été remportées par l'Army :
| Saison | Date              | Vainqueur | Score   | Compétition                                |
| ------ | ----------------- | --------- | ------- | ------------------------------------------ |
| 2013   | 28 septembre 2013 | Army      | 35 - 16 | Saison régulière à Ruston (Louisiana Tech) |
| 2008   | 25 octobre 2008   | Army      | 17 - 07 | Saison régulière à West Point (Army)       |

| Équipes                                                                                               | Couleurs | Logos | Conférences | Entraîneurs                   | Stats. saison rég. | Classements avant le bowl | Classements avant le bowl | Classements avant le bowl |
| --- | -------- | ----- | ----------- | ----------------------------- | ------------------ | ------------------------- | ------------------------- | ------------------------- |
| Équipes                                                                                               | Couleurs | Logos | Conférences | Entraîneurs                   | Stats. saison rég. | CFP                       | AP                        | Coaches                   |
| Bulldogs de Louisiana Tech                                                                            |          |       | CUSA        | Sonny Cumbie (en) (3e saison) | 5 - 7              | NC                        | NC                        | NC                        |
| Black Knights de l'Army                                                                               |          |       | AAC         | Jeff Monken (en) (11e saison) | 11 - 2             | no 22                     | no 19                     | no 18                     |
| - Arbitre : Jeremy Valentine (MAC) - Équipe donnée favorite par les bookmakers : Army par 14 ½ points |          |       |             |                               |                    |                           |                           |                           |

### Bulldogs de Louisiana Tech
Louisiana Tech termine la saison régulière avec un bilan de 5 victoires et 7 défaites (4-4 en matchs de conférence). Les Bulldogs n'ont rencontré aucune équipe classée dans le Top 25 de l'AP en saison régulière et sont classés 5e de la Conference USA.
À l'issue de la saison 2024 (bowl non compris), ils n'apparaissent pas dans les classements CFP, AP et Coaches.
Louisiana Tech joue ses matchs à domicile au Joe Aillet Stadium (en) de Ruston en Louisiane, approximativement à 70 miles (110 km) à l'est de Shreveport où se déroule l'Independence Bowl.
Il s'agit de leur 6e participation à l'Independence  Bowl (3 victoires, 1 nul et 1 défaite) et le 14e bowl de leur histoire (8 victoires, 1 nul et 4 défaites :
| Saisons | Dates            | Vainqueurs     | Scores  | Finalistes        | Bilan     |
| ------- | ---------------- | -------------- | ------- | ----------------- | --------- |
| 1977    | 17 décembre 1977 | Louisiana Tech | 24 - 14 | Louisville        | V : 1-0-0 |
| 1978    | 16 décembre 1978 | East Carolina  | 35 - 13 | Louisiana Tech    | D : 1-0-1 |
| 1990    | 15 décembre 1990 | 34 - 34        | 34 - 34 | 34 - 34           | N : 1-1-1 |
| 2008    | 28 décembre 2008 | Louisiana Tech | 17 - 10 | Northern Illinois | V : 2-1-1 |
| 2019    | 26 décembre 2019 | Louisiana Tech | 14 - 0  | Miami (FL)        | V : 3-1-1 |

### Black Knights de l'Army
L'Army termine la saison régulière avec un bilan de 10 victoires et 1 défaite (8-0 en matchs de conférence). Les Black Knights se classent 1er de l'American Athletic Conference et battent 35 à 14 Tulane en finale de conférence. Ils perdent ensuite 13 à 31 la rencontre contre la Navy et présentent un bilan avant le bowl de 11 victoires pour 2 défaites.
À l'issue de la saison 2024 (bowl non compris), ils sont désignés no 22 au classement CFP, no 19 au classement AP et no 18 au classement Coaches.
Il s'agit de leur 2e participation à l'Independence  Bowl et le 11e bowl de leur histoire (4 victoires et 6 défaites) :
| Saisons | Dates            | Vainqueurs | Scores  | Finalistes | Bilan   |
| ------- | ---------------- | ---------- | ------- | ---------- | ------- |
| 1996    | 31 décembre 1996 | Auburn     | 32 - 29 | Army       | D : 0-1 |